# Перевізниця
«Перевізниця» (англ. In Her Car) — український серіал у жанрі драми, присвячений першим тижням російського вторгнення в Україну 2022 року. Головна героїня використовує свою машину, щоб перевозити мирних жителів з гарячих точок у безпечніші місця. Фільм складається з 10 епізодів, в кожному з яких окрема поїздка і новий пасажир з особистою історією.
Фільм створений за концепцією Євгена Туніка і спродюсований українською медіагрупою Starlight Media за підтримки французької студії Gaumont та європейських мовників France Télévisions, SVT, DR TV, Yle, RÚV, NRK.

## Сюжет
Головним персонажем є Лідія — психологиня, блогерка і співзасновниця (спільно зі своїм чоловіком Дмитром) благодійного фонду «Українська сім'я» для допомоги переселенцям з окупованих територій. В 2014 Лідія та Дмитро самі мали покинути окупований сепаратистами Луганськ, де вони мешкали. З початком повномасштабного російського вторгнення 2022 року, Лідія береться возити людей на своїй машині. Фільм складається з 10 окремих епізодів, пов'язаних з різними пасажирами в машині Лідії. Крізь всі серії простягається головна сюжетна лінія, в якій Лідія розслідує протиправну діяльність свого чоловіка і його можливу причетність до загибелі своєї сестри в обстріляному автобусі під час евакуації з Луганська в 2014 році. Кожна серія супроводжується невеличкою історією з касети, на яку сестра Лідії колись записала свої улюблені казки. З цих казок взяті й назви епізодів.

### 1. Дві сестри
23 лютого 2022 року психологиня Лідія виїжджає машиною з Києва в Харків, щоб там вкотре спробувати домогтися розлучення від свого чоловіка Дмитра. Перед виїздом вона зустрічає манікюрницю Ольгу і береться безкоштовно її підвезти. Ольга їде в Золочів, щоб дати хабара судді та відсудити право спадщини на батьків будинок у своєї сестри Віки. Сестри ненавидять одна одну, бо Віка відбила у Ольги хлопця, який зрадив їй з Ольгою в день свого весілля з Вікою, а батько Ольги й Віки побачив це й невдовзі помер від серцевого нападу. В дорозі Лідія й Ольга разом дізнаються про початок війни. Лідія хоче повернути назад до Києва, але Ольга вмовляє її відвезти її до сестри, бо воно собі не пробачить, якщо з сестрою щось станеться. В Золочеві Ольга бачить зруйнований батьків будинок і думає, що її сестра померла. Однак Віка знаходиться в підвалі у сусідки. Сестри пробачають одна одну й миряться. А Лідія вирішує й надалі безкоштовно перевозити на своїй машині інших людей.

### 2. Принцеса, яка не вміла читати
Як умову розлучення, Дмитро вимагає, щоб Лідія відвезла його коханку Інгу до Польщі, звідки вона має полетіти на Кіпр. Краще познайомившись з Інгою в дорозі, Лідія змінює на краще своє ставлення до коханки чоловіка. Жінки дізнаються, що сестра Лідії й мати Інги загинули в одному автобусі під час евакуації з Луганська в 2014 році. Лідія знаходить в Інги документи, які вона мала за наказом Дмитра відвезти на Кіпр. З документів випливає, що Дмитро, використовуючи заснований ним і Лідією благодійний фонд, незаконно отримував гроші з Росії, підробляючи підпис Лідії. Інга розуміє, що Дмитро її використовує, і, попри свою вагітність, вирішує його покинути. Перетнувши кордон, Лідія передає Інгу своїй дочці Даші та попри її прохання залишитись, повертається назад в Україну.

### 3. Дівчина із місяцем на чолі
Давня подруга Лідії, Оксана, колишня актриса луганського театру, просить Лідію відвезти за кордон батьків свого чоловіка Сімона — Лію та Крістіана, яки приїхали в Україну за тиждень до російського вторгнення. Евакуювавшись з Луганська в 2014 році, Лідія жила вдома у Крістіана, працівника Червоного Хреста, де у неї закохався на 10 років молодший від неї Сімон. Тепер Лія ненавидить Оксану, вважаючи, що вона хотіла скористатись її сином Сімоном, щоб отримати французьке громадянство, хоч Сімон і Оксана вже давно живуть в Україні, де Сімон працює воєнним фотографом. По дорозі Лідії дзвонить Оксана і розповідає, що Сімон потрапив під обстріл. Повернувшись назад, батьки знаходять Сімона легко пораненим, але у Крістіана стається серцевий напад. В кінці серії, за словами Оксани, Крістіан в реанімації, Сімон вже проситься на зйомки, а Лія «сидить з мордою, але вже не такою злою».

### 4. Фарбований Лис
Лідія везе молодого боксера Нікіту з Білої Церкви до кордону, де він має забрати ліки для свого тестя, інваліда АТО. Тесть, тренер Нікіти з боксу, квапить його якнайшвидше повертатись і йти на фронт. По дорозі, в Хмельницькому, Лідія зустрічається в кафе зі Стасом, колишнім художнім керівником театру, де працювала її сестра. Стас розповідає їй, що це Дмитро переконав людей евакуюватись, не дочекавшись Червоного Хреста. Нікіта, чекаючи на Лідію біля кафе, розмовляє по телефону про прикордонників, чим привертає увагу співробітників ТЦК, і ті вручають йому повістку. В подальшій розмові Лідії з Нікітою виявляється, що він їде, щоб незаконно перетнути кордон і втекти від мобілізації, всупереч настановам свого тестя, але виконуючи волю своєї дружини Іри, яка каже, що другий каліка їй не потрібен. Лідія його не засуджує, але припускає, що він може собі зробити гірше, а Нікіта каже, що робить це заради сім'ї. Біля границі з Молдовою, у 8 км від Кривої, Нікіта платить шахраєві 5 тисяч доларів, а той дає йому підробні документи для перетину кордону, після чого їх обох заарештовує поліція. Шахраю загрожує в'язниця, а Нікіті повістка і штраф приблизно на ту ж суму, яку він хотів віддати за підробні документи.

### 5. Хлопець-скрипка
Одеситка Таня їде з Лідією, щоб провести свого онука Павла з військової частини на фронт. Таня сама ростила свого онука, але посварилась з ним, коли дізналась, що він гомосексуаліст. На блок-посту виявляється, що у футлярі Таня везе своєму онукові не скрипку, а куплений з-під поли «афганський» автомат, який, однак, виявляється іграшковим. Через вимушений ремонт машини Лідія й Таня не встигають до від'їзду Павла, і біля воріт військової частини вони застають лише Мирослава, коханця Павла, якому власне й належала ідея влаштувати цю зустріч Павла з бабусею. Лідія, Таня й Мирослав на машині наздоганяють і зупиняють автобус з військовими, і Павло, вийшовши з автобуса, мириться з бабусею. Лідія телефоном зв'язується з Андрієм, кумом і колишнім заступником свого чоловіка, і той припускає, що саме Дмитро дав наказ вбити її сестру.

### 6. Продане багатство
Військовиця Галина передає Лідії свою дочку Солю (Соломію), щоб Лідія відвезла її в Польщу, де волонтерить її батько Володимир. Соля просить Лідію заїхати в Луцьк, щоб купити подарунок для тата. Лідія призначає в Луцьку зустріч Дмитру, але, поки вони розмовляють, Соля тікає. Із аудіозапису на загубленій Солєю флешці Лідія дізнається, що Соля хоче знайти в Луцьку свою біологічну матір. За групами крові вона зрозуміла, що Галина й Володимир не є її батьками, потім знайшла документи на своє вдочеріння й за допомогою друга-хакера дізналась ім'я своєї біологічної матері. Нею виявляється Зоряна Ігнатенко, успішна прокурорка, донька колишнього мера Луцька, яка тепер відповідає за розподіл гуманітарної допомоги в Луцьку. Зі сторони вона здається Солі «найкращою людиною в світі», і Соля тільки не розуміє, чому Зоряна залишила її. Натомість Галина по телефону говорить Лідії, що матір'ю Солі була молода мажорка, батька якої розпланував її кар'єру на роки вперед, і в ці плани не входила «нагуляна дитина в 19 років». За GPS-трекером, заздалегідь підкинутим Галиною в портфель Солі, Лідія знаходить Солю на пункті прийому гуманітарної допомоги, де Зоряна виступає перед журналістами. Втікаючи від Лідії, Соля підслуховує розмову Зоряни, в якій вона дозволяє красти гуманітарку і продавати її в крамницях, бо «війна все спише». Соля розчаровується в Зоряні і їде з Лідією в Польщу. Лідія телефоном сповіщає свою давню подругу адвокатку Надю, що зібрала докази проти Дмитра, але Дмитро в цей момент сидить поруч із Надєю.

### 7. Грішний син
На п'ятому тижні війни, Лідія везе військовика Тараса на зустріч з його сином, який захворів на рак щитоподібної залози. По дорозі вони трохи не збили маленьку собаку, і Тарас забирає його, щоб подарувати синові. Лідія розповідає, що у її дочки Даші був рак мозку, і береться допомогти з пошуком лікаря і того благодійного фонду, який оплачував лікування Даші. Машина ламається в дорозі і, поки Тарас її лагодить, їм доводиться заночувати в полі — Лідії в наметі, Тарасу в машині. Тарас народився в Луганську, але дитинство провів в Росії і досі, навіть служачи в українській армії, має російське громадянство. До 2014 року працював на російських пропагандистських новинах. Його російська дружина, «одна з головних пропагандисток Кремля», легко відмовилась від сина, бо робота для неї завжди була на першому місці, і вона від початку не хотіла дитину. В черзі машин перед блок-постом Лідія і Тарас цілуються, але в цей момент російські диверсанти, сховані в фурі, яку обшукували, відкривають вогонь, і Тарас, штовхнувши Лідію за пагорб, сам отримує кульове поранення в живіт, і його забирає швидка.

### 8. Лев-боягуз
Поки Тарас перебуває в реанімації в стабільно важкому стані, Лідія везе його хворого на рак сина Гліба в Дніпро до найкращого, на її думку, дитячого онколога Артура Миколайовича. Їх супроводжує Анатолій, дід Гліба й батько Тараса. Анатолій постійно гримає на Гліба і його собаку, а одного разу навіть б'є Гліба, від чого у нього стається напад. Анатолій просить, щоб Лідія допомогла йому як психологиня. Він розповідає їй, як в 1986 році, після участі в ліквідації аварії на ЧАЕС, він лікувався в Дніпрі, і в лікарні закохався в розлучену лікарку Віру, однак, побачивши Віру в обіймах її колишнього чоловіка, він втікає від неї й більше не відповідає на її дзвінки. Лікар Артур Миколайович попередньо дає позитивний прогноз, однак каже, що лікування Даші сплачував не благодійний фонд, а Дмитро власним коштом, так що Лідії доводиться самій організувати збір пожертв на лікування Гліба. В лікарні Анатолій зустрічає молоду лікарку, надзвичайно схожу на Віру. Виявляється, Аліса, дочка Віри і її колишнього чоловіка, який їй знову зрадив, щойно Анатолій втік, а Віра все життя чекала, що Анатолій їй передзвонить, і померла пів року тому. Під час повітряної тривоги, Анатолій під бомбами біжить в машину, щоб врятувати залишену там собаку, переборовши свій страх і «згадавши молодість». Потім він розповідає Лідії, що, виїхавши з Луганська, він отримував житло від її фонду «Українська сім'я», і йому довелось ділити квартиру з трьома російськими диверсантами. В кінці серії Лідія зустрічається з адвокаткою Надєю, і та їй каже, що вона повинна переписати на Дмитра свою частку фонду й віддати йому оригінали доказів, інакше її вб'ють.

### 9. Як мати зозулею стала
Стас, колишній керівник луганського театру, просить Лідію відвезти від кордону додому його дружину Тамару і двох дітей. Тамара дуже втомлюється від дітей, багато курить, п'є заспокійливі і почувається сильно неврівноважено, через що й не змогла залишитись за кордоном і вирішила повернутись в Україну. Вона вагітна від Стаса, але не хоче народжувати, бо останній досвід народження дитини 14 жовтня 2014 року в автобусі під час евакуації з Луганська був занадто травматичним для неї. Тоді вона випадково сіла в автобус, в якому їхали переодягнені в цивільне українські військові і спецслужбісти. Очевидно, інформацію про цей автобус хтось передав сепаратистам. Але, оскільки автобус сповільнив хід, коли у неї почались пологи, сепаратисти розстріляли інший автобус, — з сестрою Лідії Наташею і матір'ю Інги з 2-ї серії. Стас телефоном каже Лідії, що вже тиждень тому він за хабар виїхав за кордон і там «заліг на дно», дослухавшись поради Дмитра, на якого працював останнім часом. Стас просить Лідію саму пояснити це Тамарі, яка так невчасно повернулась в Україну, натомість Лідія розповідає йому про вагітність дружини. Тамара викидає в озеро таблетки, за допомогою яких хотіла перервати вагітність, і одразу після цього їй дзвонить Стас і підбігають її радісні діти. Коли Лідія підвозить чергового пасажира, їй дзвонить Дмитро. В цей момент пасажир накидається на неї, чим спричиняє аварію, в якій Лідія зазнає травм, але виживає.

### 10. Казка про калинову сопілку
Дочка Даша провідує Лідію в лікарні, і Лідія наполягає, щоб вони негайно ж вирушили за кордон. По дорозі в Берлін Даша розповідає Лідії, що її сестра Наташа і адвокатка Надя були не просто найкращими подругами, а ще й коханками. В Берліні Лідія відвідує Інгу, і в її квартирі наштовхується на Дмитра, який виїхав за кордон, востаннє скориставшись своїм статусом голови благодійного фонду. Він розповідає Лідії, що зміг врятувати їхню дочку, лише сплативши рахунки за лікування грошима, які надходили з Росії на рахунки їхнього благодійного фонду. Наташа знала, що Дмитро ще в Луганську почав співпрацювати з сепаратистами, однак вмовила його організувати безпечну евакуацію для проукраїнських активістів і попросила його, якщо з нею щось станеться, передати Лідії її диск з казками. Дмитро запевняє Лідію, що він не віддав би наказ на розстріл автобусу з близькими людьми. Він розповідає, що в той час, коли Надя від його імені передавала погрози Лідії, сама ж Надя погрожувала й йому, примушуючи передати їй контроль над фондом, і навіть зізналась, що сама ж рекомендувала його на роботу сепаратистам, щоб допомогти йому знайти гроші на лікування дочки. Одразу після цих зізнань Дмитра пострілом через вікно вбиває кілер.
Два тижні потому Лідія, не попередивши Дашу, повертається в Україну. Під диском з казками сестри вона знайшла інший диск, на якому Наташа в Луганську 2014 року зібрала докази проти Наді.

## Виробництво
Ідея серіалу з'явилась у сценариста Starlight Media Євгена Туніка в 2022 році. Всередині холдингу ідею підтримали, але грошей на її втілення не було. Влітку 2022 року Тунік представив ідею на Міжнародному фестивалі телесеріалів у Берліні. Проєктом зацікавилася французька студія Gaumont, яка й стала головним партнером Starlight Media у виробництві серіалу. Зйомки почалися в березні 2023 року.
Прем'єра відбулася 25 лютого 2024 року на каналі СТБ. Усі епізоди серіалу одразу з'явились на YouTube. Станом на кінець лютого 2024, права на показ серіалу були продані у 12 країн, і він вже був доступний для перегляду в 7 країнах Західної Європи. В міжнародному прокаті серіал отримав назву «In Her Car» (англ. В її машині). Одразу декілька європейських мовників транслювали серіал 24 лютого 2024 року, до другої річниці російського вторгнення в Україну.

## У ролях
Персонажі, які з'являються в багатьох серіях:
- Анастасія Карпенко — Лідія
- Ігор Колтовський — Дмитро, чоловік Лідії
- Катерина Григоренко — Даша, дочка Лідії і Дмитра
- Надія Левченко — Наталя, сестра Лідії
- Оксана Черкашина — Надя, адвокатка, подруга Лідії і Наталі
- Олена Олейнікова — Інга, коханка Дмитра
- Максим Максимюк — Стас, колишній художній керівник театру Наталі
- Станіслав Щокін — Андрій, кум Дмитра

1. Дві сестри
- Христина Федорак — Ольга
- Дана Кузь — Віка, сестра Ольги
- Ніна Набока — сусідка Галя
- Олександр Ярема — батько сестер
- Іван Шаран — наречений
- Михайло Озеров — військовик
- Володимир Гурін — військовик

2. Принцеса, яка не вміла читати
- Лариса Руснак — мама Інги, вчителька української мови

3. Дівчина із місяцем на чолі
- Катерина Шенфельд — Оксана, давня подруга Лідії
- Адріен Роб — Сімон, чоловік Оксани
- Каріна Бет Ор[fr] — Лія, мати Сімона
- Антуан Ербе[fr] — Крістіан, батько Сімона

4. Фарбований Лис
- Михайло Дзюба — Микита
- Дарина Федина — Іра, дружина Микити
- Яків Ткаченко — Данило Сергійович, тренер і тесть Микити
- Микита Шелеп — малий Микита

5. Хлопець-скрипка
- Олена Галл-Савальська — Тетяна
- Олександр Жила — Павло, онук Тетяни
- Роберт Фельдман — Мирослав, хлопець Павла

6. Продане багатство
- Аня Лагодна — Соля
- Олена Мамчур — Галина, прийомна мати Солі
- Ярослав Безкоровайний — Володимир, прийомний батько Солі
- Юлія Волюм — Зоряна, біологічна мати Солі

7. Грішний син
- Олександр Яцентюк — Тарас
- Аліна Костюкова — Варвара, дружина Тараса, пропагандистка на російському ТБ
- Андрій Альохін — ведучий російського ТБ

8. Лев-боягуз
- Віктор Жданов — Анатолій
- Михайло Корженівський — Гліб
- Олена Борозенець — Віра / Аліса
- Геннадій Попенко — Артур Миколайович
- Деніс Капустін — молодий Анатолій
- Сергій Журавльов — чоловік Віри
- Ганна Хижняк — медсестра

9. Як мати зозулею стала
- Леся Островська — Тамара, дружина Стаса
- Поліна Поліщук — Ліза, дочка Тамари і Стаса
- Макар Ляшевський — Даня, син Тамари і Стаса
- Ганна Яремчук-Бобало — Ганна, сусідка Тамари в евакуаційному автобусі

10. Казка про калинову сопілку
- Софія Кармаліта — мала Даша